# Lista de membros da Royal Society eleitos em 1918
Esta é uma lista de Membros da Royal Society eleitos em 1918.

## Fellows
1. Charles Bolton
2. Sir Henry Cort Harold Carpenter
3. Thomas Algernon Chapman
4. Clifford Dobell
5. Ernest Gold
6. Henry Brougham Guppy
7. Sir Albert George Hadcock
8. Archibald Vivian Hill
9. Sir James Colquhoun Irvine
10. Sir Gerald Ponsonby Lenox-Conyngham
11. Sir Thomas Lewis
12. Srinivasa Ramanujan
13. Arthur William Rogers
14. Samuel Smiles
15. Sir Frank Edward Smith

## Foreign members
- William Wallace Campbell
- Grove Karl Gilbert
- Luigi Luciani
- Jean Baptiste Perrin
- Paul Sabatier